# Buspirona
Buspirona es una agente ansiolítico, no relacionado estructuralmente con las benzodiacepinas, barbitúricos u otros agentes ansiolíticos. Pertenece al grupo químico de las azapironas. Posee un extremo del tipo químico azaspirodecanodiona y pirimidinilpiperazina. Tiene un perfil distinto a las benzodiacepinas, fármacos comúnmente prescritos para tratar la ansiedad, al carecer de efectos hipnóticos, anticonvulsionantes, miorrelajantes, además de no alterar la memoria. No produce dependencia, potencial de adicción ni efecto tolerancia.
En 1986, Bristol-Myers Squibb obtuvo aprobación de la Administración de Alimentos y Medicamentos de Estados Unidos (en inglés Food and drug administration FDA) para la comercialización de la Buspirona. La droga se hizo genérica en 2001.

## Indicaciones
Está indicado en el tratamiento del trastorno de ansiedad generalizada (TAG) de intensidad leve a moderada, sin ataque de pánico. Generalmente no se considera efectivo o no está aprobado para otros tipos de trastorno de ansiedad como trastorno obsesivo-compulsivo (TOC) y fobia social, con o sin agorafobia. La buspirona es tan eficaz como las benzodiazepinas en el tratamiento del TAG, además de ser más eficaz en el tratamiento de los síntomas depresivos comórbidos.
A pesar de que no cuenta con la aprobación de la FDA es utilizada en ocasiones para incrementar el efecto de los inhibidores selectivos de la recaptación de serotonina (ISRS) como antidepresivo y para el manejo de la ansiedad.
No obstante, sin tener una indicación clínica, son interesantes los experimentos llevados a cabo en roedores, donde ha demostrado mejorar el aprendizaje y la memoria espacial después de un traumatismo craneoencefálico (TCE). estos hallazgos podrían tener relevancia clínica en pacientes con TCE.

## Farmacología
El efecto ansiolítico comienza a producirse entre la semana 1 y 2 después de iniciar el tratamiento, alcanzado su efecto máximo entre la cuarta y sexta semana.

## Farmacodinámica
Se cree que interviene en el funcionamiento del neurotransmisor serotonina en el cerebro, particularmente actuando como un agonista parcial del receptor 5-HT1A presináptico (rafe dorsal) y 5-HT1A postsinápticos (corteza,
hipocampo). Su metabolito activo, la 1-pirimidinil-piperazina (1-PP) interactúa además con neuronas del locus coeruleus bloqueando los receptores a2-adrenérgicos, y generando un aumento de la frecuencia de descarga de las mismas.
Adicionalmente, actúa como un agonista/antagonista mixto en los receptores dopamina. No hay efectos en el neurotransmisor GABA. Buspirona puede además tener efectos indirectos en otros neurotransmisores del cerebro. La acción de una sola dosis es más prolongada que su vida media de aproximadamente 2 a 3 horas.

## Farmacocinética
La biodisponibilidad de la Buspirona es muy baja, producto de su extenso metabolismo de primer paso hepático. La droga se absorbe rápida y completamente en el sistema gastrointestinal. El consumo del fármaco junto con las comidas puede disminuir su absorción y biodisponibilidad, que normalmente es de un 90%. Presenta una alta unión a las proteínas plasmáticas en un 86% y una vida media de 1 a 10 horas. El pico plasmático se obtiene entre los 40 y 90 minutos. A su paso por el hígado produce múltiples metabolitos en su mayoría hidroxilados, mediado por el citocromo P450 3A4. Su principal metabolito, la 1-PP, no presenta efecto sobre el sistema
serotonérgico pero sí interactúa con los receptores a2-adrenérgicos y aumenta la producción de 3-metoxi-4-hidroxifenilglicol (MHPG) lo que podría explicar la correlación de los niveles 1-PP y la eficacia de la buspirona en pacientes alcohólicos.
Se excreta por vía renal y por heces en un 18-38%; también por leche materna.

## Efectos adversos
No se ha reportado desarrollo de tolerancia. No existe tolerancia cruzada con benzodiazepinas, barbitúricos o alcohol
La principal desventaja es que hay un lapso de una a tres semanas antes que el efecto ansiolítico se haga evidente. Frecuentemente los pacientes deben ser tratados con benzodiazepinas inicialmente para obtener ansiólisis inmediata. Generalmente, la Buspirona es inferior que las benzodiazepinas para manejar la ansiedad. Es muy difícil tratar pacientes que sostuvieron un tratamiento previo con benzodiazepinas conociendo los efectos inmediatos de estos medicamentos.
Los principales efectos adversos reportados son:
- Frecuentes: vértigo, cefalea, ansiedad, agitación, náuseas, vómito.
- Poco frecuentes (>1%): somnolencia, insomnio, pérdida de concentración, confusión, depresión, molestias gastrointestinales, parestesias, ataxia, temblor, visión borrosa, tinitus, fatiga, debilidad, angina de pecho, disfagia, taquicardia, boca seca, dolor muscular y articular.
- Raros: reacción medicamentosa, hemorragia subcutánea, síntomas extrapiramidales, alucinaciones, sicosis, ataxia, convulsiones, síncope, visión en túnel, retención urinaria, alopecia, prurito, sofocos.

## Interacciones
La buspirona puede interactuar con los siguientes medicamentos:
- Diazepam: puede presentarse vértigo, cefalea y náusea.
- Fluoxetina: pueden interferir entre ellos, aumentando la ansiedad del paciente. También puede presentarse deterioro paradójico del trastorno obsesivo-compulsivo.
- Haloperidol: pueden incrementarse los niveles plasmáticos de haloperidol
- Inductores de CYP3A4 (ej, carbamazepina, dexametasona, fenobarbital, fenitoina, rifampicina): pueden reducir los niveles plasmáticos, reduciendo los efectos terapéuticos.
- Inhibidores de CYP3A4 (ej, diltiazem, eritromicina, jugo de pomelo, itraconazol, Ketoconazol, nefazodona, ritonavir, verapamilo): pueden elevar los niveles plasmáticas, incrementando los efectos plasmáticos y efectos adversos.
- IMAOs (ej, isocarboxazido): existe un riesgo elevado por el incremento en la presión arterial. no debe administrarse dentro de las 2 semanas siguientes después de suspender IMAOs.
- Nefazodona: si se usa conjuntamente con buspirona, se recomienda el uso de una dosis baja (ej, 2,5 mg/día).
- Trazodona: Puede incrementar los niveles de ALT